# Gerichtsbezirk Schweinitz
Der Gerichtsbezirk Schweinitz (tschechisch: soudní okres Trhové Sviny) war ein dem Bezirksgericht Schweinitz unterstehender Gerichtsbezirk im Kronland Böhmen. Er umfasste Gebiete im Süden Böhmens im Okres České Budějovice. Zentrum des Gerichtsbezirks war die Stadt Trhové Sviny (deutsch: Schweinitz). Das Gebiet gehörte seit 1918 zur neu gegründeten Tschechoslowakei und ist seit 1991 Teil der Tschechischen Republik.

## Geschichte
Die ursprüngliche Patrimonialgerichtsbarkeit wurde im Kaisertum Österreich nach den Revolutionsjahren 1848/49 aufgehoben. An ihre Stelle traten die Bezirks-, Landes- und Oberlandesgerichte, die nach den Grundzügen des Justizministers geplant und deren Schaffung am 6. Juli 1849 von Kaiser Franz Joseph I. genehmigt wurde. Der Gerichtsbezirk Schweinitz gehörte zunächst zum Kreis Budweis und umfasste 1854 die 25 Katastralgemeinden Aujezd Ostrolow, Bessenitz, Buggau, Bukwic, Chum, Ellexnitz, Forbes, Haid, Hluboka, Hohendorf, Komařic, Ločenic, Mairitz, Něchau, Nesmen, Neudorf, Pürchen, Schweinitz, Sedlo, Selze, Slabsch, Straschkowic, Trautmanns, Tribisch und Wrzau. Der Gerichtsbezirk Schweinitz bildete im Zuge der Trennung der politischen von der judikativen Verwaltung ab 1868 gemeinsam mit den Gerichtsbezirken Budweis (Budějovice), Frauenberg (Hluboká) und Lischau (Lišov) den Bezirk Budweis.
Im Gerichtsbezirk Schweinitz lebten 1869 16.505 Menschen, 1900 waren es 18.036 Personen. Der Gerichtsbezirk Schweinitz wies 1910 eine Bevölkerung von 18.389 Personen auf, von denen 17.170 Tschechisch und 1.209 Deutsch als Umgangssprache angaben. Im Gerichtsbezirk lebten zudem 10 Anderssprachige oder Staatsfremde. Die deutschsprachige Minderheit des Gerichtsbezirks konzentrierte sich auf die beiden Gemeinden Haid und Neudorf, wo die Deutschsprachigen die absolute Bevölkerungsmehrheit stellten.
Durch die Grenzbestimmungen des am 10. September 1919 abgeschlossenen Vertrages von Saint-Germain kam der Gerichtsbezirk Schweinitz vollständig zur neugegründeten Tschechoslowakei, wobei die Gerichtseinteilung bis 1938 im Wesentlichen bestehen blieb. Nach dem Münchner Abkommen wurde das Gebiet dem Protektorat Böhmen und Mähren zugeschlagen und wurde nach dem Zweiten Weltkrieg Teil des Okres České Budějovice, zu dem es bis heute gehört. Nachdem die Bezirksbehörden im Zuge einer Verwaltungsreform 2003 ihre Verwaltungskompetenzen verloren, werden diese von den Gemeinden bzw. dem Jihočeský kraj wahrgenommen, zu dem das Gebiet um Trhové Sviny seit Beginn des 21. Jahrhunderts mit anderen Bezirken zusammengefasst wurde.

## Gerichtssprengel
Der Gerichtssprengel umfasste Ende 1914 die 27 Gemeinden Besednice (Bessenitz), Borovany (Forbes), Březí (Pürchen), Buková (Buggau), Bukvice (Bukwitz), Chlum (Chum), Hluboká (Hluboka), Komařice (Komařitz), Kondrač (Neudorf), Ločenice (Lotschenitz), Měchov (Měchau), Mohuřice (Mairitz), Nesměň (Nesmen), Olešnice (Elexnitz), Otěvík (Hohendorf), Pěčín (Haid), Rankov (Rankau), Selce (Selze), Slavče (Slabsch), Strážkovice (Straschkowitz), Stropnice (Stropnitz), Těšínov (Těschin), Todně (Todně), Třebsko (Triebsch), Trhové Sviny (Schweinitz), Újezd Ostrolov (Aujezd Ostrolow) und Vrcov (Wrzau).